# Divendres Sant

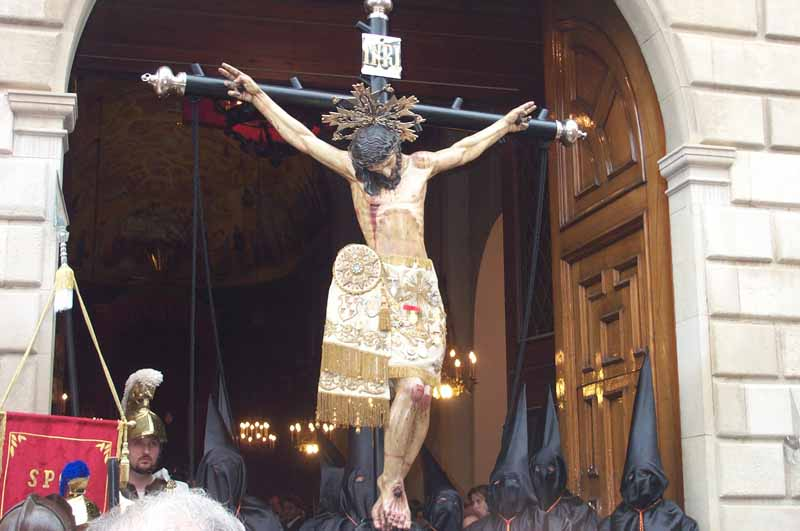
Imatge del Sant Crist

En el calendari cristià, el Divendres Sant és el divendres anterior al dia de la Pasqua de Resurrecció. Commemora la mort de Jesucrist a la creu i s'integra en les festivitats de la Setmana Santa. Aquest dia és festiu arreu dels Països Catalans, excepte a la Catalunya del Nord, i generalment en molts països de població majoritàriament cristiana.

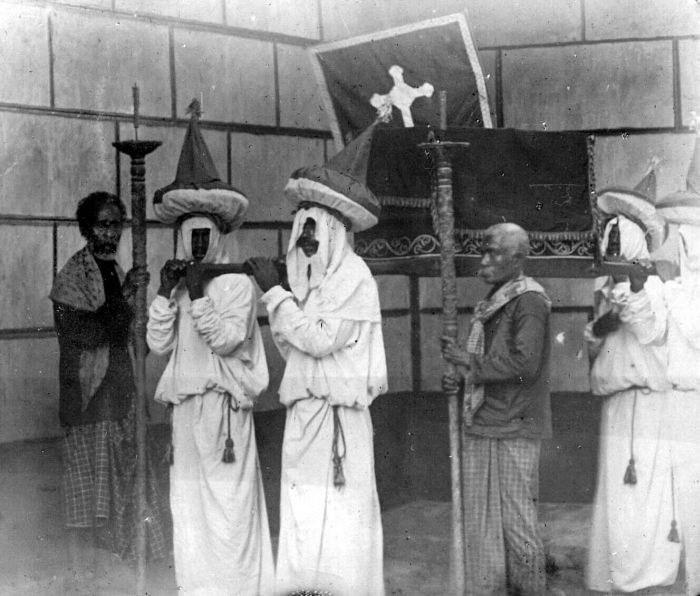
Processó del Divendres Sant a l'illa de Flores (Indonèsia). Principi del

Històricament el missatge de Jesús arribava amb facilitat a les multituds com es reflecteix a diferents passatges de l'Evangeli però resultava poc satisfactori als saduceus (secta dels hebreus aliats amb els romans), i als fariseus, els quals qualificava d'hipòcrites. D'altra banda en aquell temps el poder a Israel estava corromput (almenys des del punt de vista actual). Per una part, hi havia els romans que nominalment tenien un poder absolut, no obstant això, deixaven, com a la majoria de llocs del seu domini, que les autoritats locals governessin, almenys, en coses de poca entitat. Com ja s'ha dit, el poder era corrupte, així els càrrecs més importants del Sanedrí, i el de Summe Sacerdot, eren comprats, també val a dir que les principals autoritats de la regió estaven emparentades entre elles, i amb els romans. No és estrany, doncs, que la predicació d'aquest rabí, que detractava a les autoritats, acabés amb la seva execució.
Antigament, a Catalunya, el Divendres Sant començava amb un viacrucis solemne i silenciós de bon matí, i a la tarda tenia lloc la funció litúrgica i altres actes de dol, amb els sermons de les set paraules en els quals hom convidava, sobretot a les catedrals, predicadors famosos. També sortien aquest dia processons de dol a molts indrets (Perpinyà, Tarragona, Andorra). Era un dia de dol absolut, ple de pràctiques i supersticions populars: no es podia escombrar, les dones gràvides podien curar nafres, hom podia posar lloques, es podia endevinar el futur, portava sort fer caritat als pobres.